# Campeonato de España Individual de Gimnasia Rítmica
El Campeonato de España Individual de Gimnasia Rítmica es la competición nacional de gimnasia rítmica más importante en España. Es organizado anualmente desde 1975 por la Real Federación Española de Gimnasia y en la actualidad, desde 2010, recibe el nombre de Campeonato de España Individual, Clubes y Autonomías. Otras competiciones nacionales anuales de gimnasia rítmica son el Campeonato de España de Conjuntos, la Copa de la Reina (celebrada junto al Campeonato Nacional Base Individual) y la Copa de España de Conjuntos (celebrada junto al Campeonato Nacional Base de Conjuntos). En la actualidad se celebra el mes de junio y junto al Campeonato de España Individual Masculino.

## Historia
Las dos primeras ediciones se disputaron a la vez que el Campeonato de España de Conjuntos y a mediados de año, pasando de 1977 a 1985 a celebrarse de forma independiente y en diciembre. Desde 1986 volvió a celebrarse a mitad de año, generalmente el mes de junio. La primera edición tuvo lugar en el Gimnasio Moscardó de Madrid a finales de abril de 1975. En esta primera cita nacional se proclamó campeona Begoña Blasco, mientras que María Jesús Alegre y África Blesa compartieron la segunda plaza. María Jesús Alegre sería la campeona en las dos ediciones siguientes.
Carolina Rodríguez es la gimnasta individual que más veces ha sido campeona de España del concurso general contando todas las categorías, con 12 títulos (1 en alevín, 1 en infantil, 1 en 1.ª categoría y 9 en categoría de honor). Es también la gimnasta que ha sido más veces campeona de España en el concurso general de la categoría de honor, con 9 títulos.

## Retransmisiones en directo por televisión e internet

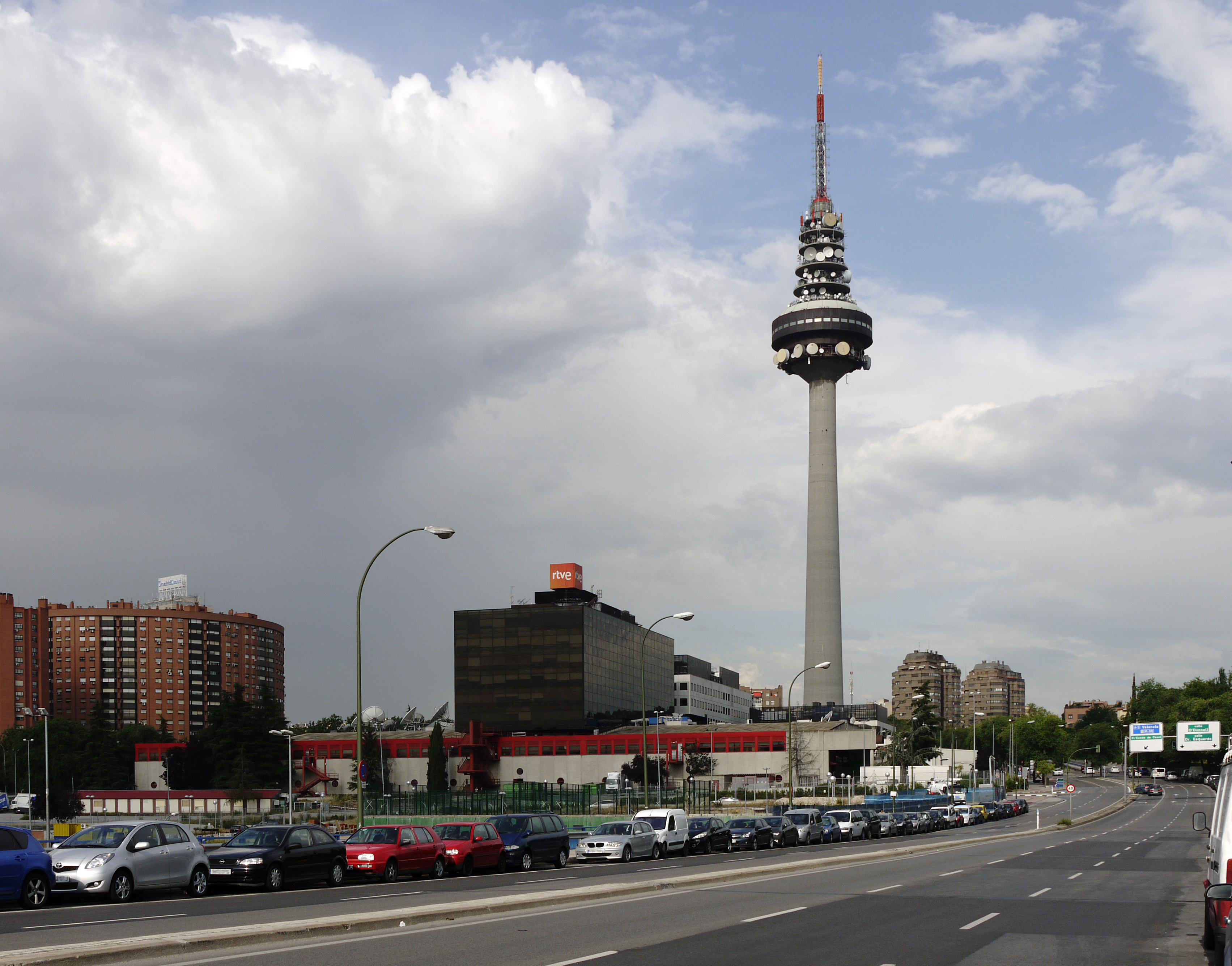
Televisión Española emitió en directo los Campeonatos de España desde 1983 hasta mediados de los 90.

En 1983 se retransmitió en televisión por primera vez el Campeonato de España Individual, siendo comentado en directo por Antolín García y Susana Mendizábal en TVE-1 (actual La 1) dentro del espacio Tiempo y marca. En 1984 TVE-1 emitió la jornada del domingo, mientras que la del sábado se retransmitió en TVE-2 (actual La 2). TVE-2 volvió a emitir el campeonato en años como 1985, 1987, 1988, 1989 o 1990 (normalmente dentro del programa Estadio 2), y Teledeporte emitió el de 1994. A partir de 1987 la comentarista principal del campeonato fue Paloma del Río, que sustituyó a María Escario (aunque en 1990 fue comentado por Esperanza Lozano y Susana Mendizábal). Por su parte, el Campeonato de España de Conjuntos también se emitió regularmente desde 1986 en TVE-2 y posteriormente en Teledeporte hasta mediados de los 90.
Desde diciembre de 2012, a través del canal de YouTube de la Real Federación Española de Gimnasia se han retransmitido en directo algunas jornadas del Campeonato de España Individual, el de Conjuntos o la Copa de la Reina, así como de otras competiciones nacionales de gimnasia rítmica.

## Categorías
En la gimnasia rítmica federada a nivel nacional se desarrollan diferentes categorías dependiendo de la edad que se cumpla el año que se celebra la competición. Estas categorías son benjamín (8 - 9), alevín (10 - 11), infantil (12 - 13), júnior (14 - 15) y sénior (16 años o más). Adicionalmente, en el Campeonato de España Individual están presentes además la 1.ª categoría (donde compiten gimnastas que más de 2 años atrás habían pertenecido a la selección, primeras clasificadas en esta misma categoría el año anterior, y al menos las 3 primeras clasificadas el año anterior en categoría júnior y sénior), la categoría de honor júnior y la categoría de honor sénior (donde participan las gimnastas que pertenecen a la selección nacional). Durante el campeonato, dentro de cada una de estas categorías se desarrolla tanto el concurso general como las finales por aparatos. Además, hay clasificación por clubes y por autonomías.

## Listado de las campeonas de España absolutas
En 1975 solo existía la categoría única. De 1976 a 1982, la máxima categoría era la 1.ª categoría, y en 1983 se creó finalmente la categoría de honor.
| Edición            | Año             | Sede                   |                 | Campeona de España                                                                              |                 | 2.ª clasificada                                                                   |                 | 3.ª clasificada                                                                     |
| Categoría única    | Categoría única | Categoría única        | Categoría única | Categoría única                                                                                 | Categoría única | Categoría única                                                                   | Categoría única | Categoría única                                                                     |
| ------------------ | --------------- | ---------------------- | --------------- | ----------------------------------------------------------------------------------------------- | --------------- | --------------------------------------------------------------------------------- | --------------- | ----------------------------------------------------------------------------------- |
| I                  | 1975            | Madrid                 |                 | Begoña Blasco (Madrid)                                                                          |                 | María Jesús Alegre (Club Cuartel de la Montaña de Madrid) / África Blesa (Madrid) |                 | Desierto                                                                            |
| 1.ª categoría      |                 |                        |                 |                                                                                                 |                 |                                                                                   |                 |                                                                                     |
| II                 | 1976            | Madrid                 |                 | María Jesús Alegre (Club Cuartel de la Montaña de Madrid)                                       |                 | Begoña Blasco (Madrid)                                                            |                 | África Blesa (Madrid)                                                               |
| III                | 1977            | Gijón                  |                 | María Jesús Alegre (Club Cuartel de la Montaña de Madrid)                                       |                 | Begoña Blasco (Madrid)                                                            |                 | Susana Mendizábal (Madrid)                                                          |
| IV                 | 1978            | Valladolid             |                 | Susana Mendizábal (Madrid)                                                                      |                 | Sonia Conde (Valladolid)                                                          |                 | Sonia Moreno (Madrid)                                                               |
| V                  | 1979            | Madrid                 |                 | Sonia Conde (Valladolid)                                                                        |                 | Susana Mendizábal (Madrid)                                                        |                 | Sonia Moreno (Madrid)                                                               |
| VI                 | 1980            | Alicante               |                 | Sonia Conde (Valladolid)                                                                        |                 | Eva Alcaraz (Madrid)                                                              |                 | Susana Guillén (Madrid)                                                             |
| VII                | 1981            | Pamplona               |                 | Marta Bobo (Club 2000 de Orense)                                                                |                 | Susana Guillén (Madrid)                                                           |                 | Eva Alcaraz (Madrid) / Sonia Conde (Valladolid)                                     |
| VIII               | 1982            | Palencia               |                 | Marta Cantón (E.G.R. de Barcelona)                                                              |                 | Pino Díaz (Club 2000 de Orense)                                                   |                 | Eva Alcaraz (Madrid)                                                                |
| Categoría de honor |                 |                        |                 |                                                                                                 |                 |                                                                                   |                 |                                                                                     |
| IX                 | 1983            | Málaga                 |                 | Marta Bobo (Club 2000 de Orense)                                                                |                 | Marta Cantón (E.G.R. de Barcelona)                                                |                 | Lourdes Osuna (Club Moscardó de Madrid)                                             |
| X                  | 1984            | Madrid                 |                 | Marta Cantón (E.G.R. de Barcelona)                                                              |                 | Lourdes Osuna (Club Moscardó de Madrid)                                           |                 | Marta Bobo (Club 2000 de Orense)                                                    |
| XI                 | 1985            | Cádiz                  |                 | Nuria Salido (Club Atlético Montemar de Alicante)                                               |                 | Montse Manzanares (Club Moscardó de Madrid)                                       |                 | María Martín (Club Moscardó de Madrid)                                              |
| XII                | 1986            | Orense                 |                 | Montse Manzanares (Club Moscardó de Madrid)                                                     |                 | María Martín (Club Moscardó de Madrid)                                            |                 | Nuria Salido (Club Atlético Montemar de Alicante)                                   |
| XIII               | 1987            | Palma de Mallorca      |                 | María Martín (Club Moscardó de Madrid)                                                          |                 | Maisa Lloret (Club Atlético Montemar de Alicante)                                 |                 | Ana Bautista (Escuela Municipal de Santa Cruz de Tenerife)                          |
| XIV                | 1988            | Lloret de Mar          |                 | María Martín (Club Moscardó de Madrid)                                                          |                 | Maisa Lloret (Club Atlético Montemar de Alicante)                                 |                 | Ana Bautista (Escuela Municipal de Santa Cruz de Tenerife)                          |
| XV                 | 1989            | Murcia                 |                 | Ana Bautista (Escuela de Tecnificación de Santa Cruz de Tenerife)                               |                 | Silvia Yustos (E.T.G. de Valladolid)                                              |                 | Eva Jiménez (Club Moscardó de Madrid)                                               |
| XVI                | 1990            | Guadalajara            |                 | Ada Liberio (Club Deportivo Zaragozano de Gimnasia de Zaragoza)                                 |                 | Noelia Fernández (Club Atlético Montemar de Alicante)                             |                 | Mónica Ferrández (Club Atlético Montemar de Alicante)                               |
| XVII               | 1991            | Torrevieja             |                 | Carolina Pascual (Club Atlético Montemar de Alicante)                                           |                 | Mónica Ferrández (Club Atlético Montemar de Alicante)                             |                 | Carolina Borrell (Escuela de Competición de Murcia)                                 |
| XVIII              | 1992            | San Sebastián          |                 | Rosabel Espinosa (Club ECA de Alicante) / Noelia Fernández (Club Atlético Montemar de Alicante) |                 | Desierto                                                                          |                 | Carolina Pascual (Club Atlético Montemar de Alicante)                               |
| XIX                | 1993            | Valladolid             |                 | Carmen Acedo (Club Patricia de Lérida)                                                          |                 | Noelia Fernández (Club Atlético Montemar de Alicante)                             |                 | Carolina Pascual (Club Atlético Montemar de Alicante / Susana Gómez (Independiente) |
| XX                 | 1994            | Valladolid             |                 | Susana Gómez (Independiente)                                                                    |                 | Marta Baldó (Club Atlético Montemar de Alicante)                                  |                 | Amaya Cardeñoso (Independiente)                                                     |
| XXI                | 1995            | Alicante               |                 | Almudena Cid (Club Aurrera de Vitoria)                                                          |                 | Claudia Pérez (Escuela de Gimnasia Cepsa-Tenerife de Santa Cruz de Tenerife)      |                 | Nuria Cabanillas (Club Gimnasia Badajoz de Badajoz)                                 |
| XXII               | 1996            | Santa Cruz de Tenerife |                 | Almudena Cid (Club Beti Aurrera de Vitoria)                                                     |                 | Alba Caride (Club Vallisoletano de Valladolid)                                    |                 | Esther Domínguez (C.E.G.R. Zaragoza de Zaragoza)                                    |
| XXIII              | 1997            | Valladolid             |                 | Alba Caride (Club Vallisoletano de Valladolid)                                                  |                 | Esther Domínguez (C.E.G.R. Zaragoza de Zaragoza)                                  |                 | Almudena Cid (Club Beti Aurrera de Vitoria)                                         |
| XXIV               | 1998            | Reus                   |                 | Esther Domínguez (C.E.G.R. Zaragoza de Zaragoza)                                                |                 | Alba Caride (Club Vallisoletano de Valladolid)                                    |                 | Almudena Cid (Club Beti Aurrera de Vitoria)                                         |
| XXV                | 1999            | Leganés                |                 | Esther Domínguez (C.E.G.R. Zaragoza de Zaragoza) / Almudena Cid (Club Beti Aurrera de Vitoria)  |                 | Desierto                                                                          |                 | Alba Caride (Club Vallisoletano de Valladolid)                                      |
| XXVI               | 2000            | Córdoba                |                 | Esther Domínguez (C.E.G.R. Zaragoza de Zaragoza)                                                |                 | Almudena Cid (Club Beti Aurrera de Vitoria)                                       |                 | Alba Caride (Club Vallisoletano de Valladolid)                                      |
| XXVII              | 2001            | Valencia               |                 | Almudena Cid (Independiente)                                                                    |                 | Desierto                                                                          |                 | Desierto                                                                            |
| XXVIII             | 2002            | Leganés                |                 | Almudena Cid (Independiente)                                                                    |                 | Jennifer Colino (Club Atlético Montemar de Alicante)                              |                 | Carolina Rodríguez (Club Ritmo de León)                                             |
| XXIX               | 2003            | Córdoba                |                 | Jennifer Colino (Club Atlético Montemar de Alicante)                                            |                 |                                                                                   |                 |                                                                                     |
| XXX                | 2004            | Alicante               |                 | Jennifer Colino (Club Atlético Montemar de Alicante)                                            |                 | Esther Escolar (Club Patricia de Lérida)                                          |                 | Desierto                                                                            |
| XXXI               | 2005            | Benicarló              |                 | Almudena Cid (Independiente)                                                                    |                 | Jennifer Colino (Club Atlético Montemar de Alicante)                              |                 | Esther Escolar (Club Patricia de Lérida)                                            |
| XXXII              | 2006            | León                   |                 | Carolina Rodríguez (Club Ritmo de León)                                                         |                 | Jennifer Colino (Club Atlético Montemar de Alicante)                              |                 | Almudena Cid (Independiente)                                                        |
| XXXIII             | 2007            | Logroño                |                 | Almudena Cid (Independiente)                                                                    |                 | Carolina Rodríguez (Club Ritmo de León)                                           |                 | Loreto Achaerandio (Club Gimnasia Rítmica Móstoles de Móstoles)                     |
| XXXIV              | 2008            | Ponferrada             |                 | Almudena Cid (Independiente)                                                                    |                 | Nuria Artigues (Sícoris Club de Lérida)                                           |                 | Loreto Achaerandio (Club Gimnasia Rítmica Móstoles de Móstoles)                     |
| XXXV               | 2009            | Ponferrada             |                 | Carolina Rodríguez (Club Ritmo de León)                                                         |                 | Marina Fernández (Club Muntanyenc Sant Cugat de San Cugat del Vallés)             |                 | Desierto                                                                            |
| XXXVI              | 2010            | Zaragoza               |                 | Carolina Rodríguez (Club Ritmo de León)                                                         |                 | Júlia Usón (Club Rítmica Santfeliu de San Feliú de Llobregat)                     |                 | Marina Fernández (Club Muntanyenc Sant Cugat de San Cugat del Vallés)               |
| XXXVII             | 2011            | La Coruña              |                 | Carolina Rodríguez (Club Ritmo de León)                                                         |                 | Natalia García (Club Rítmica Panadés de Villafranca del Panadés)                  |                 | Júlia Usón (Club Rítmica Santfeliu de San Feliú de Llobregat)                       |
| XXXVIII            | 2012            | Valladolid             |                 | Carolina Rodríguez (Club Ritmo de León)                                                         |                 | Natalia García (Club Muntanyenc Sant Cugat de San Cugat del Vallés)               |                 | Júlia Usón (Club Rítmica Santfeliu de San Feliú de Llobregat)                       |
| XXXIX              | 2013            | Valladolid             |                 | Carolina Rodríguez (Club Ritmo de León)                                                         |                 | Natalia García (Club Muntanyenc Sant Cugat de San Cugat del Vallés)               |                 | Eugenia Onopko (Asociación Deportiva Omega de Oviedo)                               |
| XL                 | 2014            | Granada                |                 | Carolina Rodríguez (Club Ritmo de León)                                                         |                 | Natalia García (Sant Cugat Esportiu de San Cugat del Vallés)                      |                 | Eugenia Onopko (Asociación Deportiva Omega de Oviedo)                               |
| XLI                | 2015            | Pontevedra             |                 | Carolina Rodríguez (Club Ritmo de León)                                                         |                 | Natalia García (Sant Cugat Esportiu de San Cugat del Vallés)                      |                 | Sara Llana (Club Ritmo de León)                                                     |
| XLII               | 2016            | Guadalajara            |                 | Carolina Rodríguez (Club Ritmo de León)                                                         |                 | Natalia García (Sant Cugat Esportiu de San Cugat del Vallés)                      |                 | Sara Llana (Club Ritmo de León)                                                     |
| XLIII              | 2017            | Valencia               |                 | Polina Berezina (Club Torrevieja de Torrevieja)                                                 |                 | Sara Llana (Club Ritmo de León)                                                   |                 | Desierto                                                                            |
| XLIV               | 2018            | Guadalajara            |                 | Polina Berezina (Club Torrevieja de Torrevieja)                                                 |                 | Sara Llana (Club Ritmo de León)                                                   |                 | Desierto                                                                            |
| XLV                | 2019            | Palma de Mallorca      |                 | Noa Ros (Club Mabel de Benicarló)                                                               |                 | María Añó (Club Mabel de Benicarló)                                               |                 | Natalia García (Sant Cugat Esportiu de San Cugat del Vallés)                        |
| XLVI               | 2020            | Valencia               |                 | Polina Berezina (Club Torrevieja de Torrevieja)                                                 |                 | Alba Bautista (Club Mabel de Benicarló)                                           |                 | María Añó (Club Ritmo de León)                                                      |
| XLVII              | 2021            | Valencia               |                 | Polina Berezina (Club Torrevieja de Torrevieja)                                                 |                 | Salma Solaun (Club Beti-Rítmica de Vitoria)                                       |                 | Alba Bautista (Independiente)                                                       |
| XLVIII             | 2022            | Orense                 |                 | Polina Berezina (Club Torrevieja de Torrevieja)                                                 |                 | Alba Bautista (Club Mabel de Benicarló)                                           |                 | Teresa Gorospe (Club Beti-Rítmica de Vitoria)                                       |
| XLIX               | 2023            | Valencia               |                 | Alba Bautista (Club Mabel de Benicarló)                                                         |                 | Polina Berezina (Club Torrevieja de Torrevieja)                                   |                 | Cristina Korniychuk (Club Distrito III de Alcalá de Henares)                        |

### Gimnastas con más títulos
|     | Gimnasta           | Club                                 | Títulos | Años                                                 |
| --- | ------------------ | ------------------------------------ | ------- | ---------------------------------------------------- |
| 1.  | Carolina Rodríguez | Club Ritmo de León                   | 9       | 2006, 2009, 2010, 2011, 2012, 2013, 2014, 2015, 2016 |
| 2.  | Almudena Cid       | Club Beti Aurrera de Vitoria         | 8       | 1995, 1996, 1999, 2001, 2002, 2005, 2007, 2008       |
| 3.  | Polina Berezina    | Club Torrevieja de Torrevieja        | 5       | 2017, 2018, 2020, 2021, 2022                         |
| 4.  | Esther Domínguez   | C.E.G.R. Zaragoza de Zaragoza        | 3       | 1998, 1999, 2000                                     |
| 5.  | María Jesús Alegre | Club Cuartel de la Montaña de Madrid | 2       | 1976, 1977                                           |
| 6.  | Sonia Conde        | Valladolid                           | 2       | 1979, 1980                                           |
| 7.  | Marta Bobo         | Club 2000 de Orense                  | 2       | 1981, 1983                                           |
| 8.  | Marta Cantón       | E.G.R. de Barcelona                  | 2       | 1982, 1984                                           |
| 9.  | María Martín       | Club Moscardó de Madrid              | 2       | 1987, 1988                                           |
| 10. | Jennifer Colino    | Club Atlético Montemar de Alicante   | 2       | 2003, 2004                                           |